# Landberk
Landberk est un groupe de rock progressif suédois. Le groupe se dissout après l'album Indian Summer en 1996.

## Style musical
Leur style musical sombre, atmosphérique, parfois planante est mise en valeur par l'utilisation intensive du mellotron et un chant mélancoliquement plaintif. Avec Anekdoten et Änglagård, ils font partie des leaders du rock progressif suédois des années 1990. Leurs inspirations principales sont King Crimson et Gentle Giant. Landberk reprend le morceau No More White Horses de T2 sur l'album Lonely Land et Afterwards de Van der Graaf Generator sur Unaffected.

## Membres

### Membres actuels
- Stefan Dimle - basse
- Reine Fiske - guitare
- Patric Helje - chant, guitare
- Jonas Lidholm - batterie, percussions
- Simon Nordberg - accordéon, claviers, effets analogiques, mellotron

### Musiciens invités
- Andreas Dahlback - batterie, percussions (remplacé en 1994 par Jonas Lidholm)
- Sara Isaksson - chant (sur Why Do I Still Sleep de l'album Indian Summer)
- Lotta Johansson - saxophone (sur l'album Indian Summer)
- Richard Nettermalm - batterie
- Sebastian Öberg - violoncelle (sur l'album Indian Summer)
- Simon Steensland - batterie, percussions (avant l'album Riktigt Äkta)

## Discographie
- 1992 : Riktigt äkta
- 1992 : Lonely Land
- 1994 : One Man Tells Another
- 1994 : Jag är tiden
- 1995 : Unaffected[1]
- 1995 : Dream Dance
- 1996 : Indian Summer[2]